# Кнышев, Александр Андреевич
Александр Андреевич Кнышев (Кнышов) (1804 — 1869) — начальник Лифляндского крепостного артиллерийского округа, начальник артиллерии Рижского военного округа, генерал-лейтенант.

## Биография
Родился 20 августа (1 сентября) 1804 года. 28 апреля 1825 года был произведён в офицеры и проходил службу в артиллерии. Участвовал в подавлении восстания в Польше в 1831 году. Подполковник с 30 марта 1842 года, служил адъютантом по Западному артиллерийскому округу. 26 января 1848 года произведён в полковники, 26 ноября 1850 года награждён орденом Святого Георгия 4-й степени за 25 лет беспорочной службы в офицерских чинах. 
В 5 марта 1855 года Кнышев был назначен командиром Осадного артиллерийского № 1 парка, 7 апреля 1857 года произведён в генерал-майоры и прикомандирован к Лифляндскому артиллерийскому округу, а 23 ноября 1861 года получил назначение начальником этого округа, переименованного в Лифляндский крепостной артиллерийский округ.
10 августа 1864 года в ходе военных реформ, проводимых Д. А. Милютиным, Лифляндский крепостной артиллерийский округ был упразднён, образован Рижский военный округ, а Кнышев возглавил окружное артиллерийское управление в качестве начальника артиллерии округа. Занимая этот пост, 20 мая 1868 года он был произведён в генерал-лейтенанты.

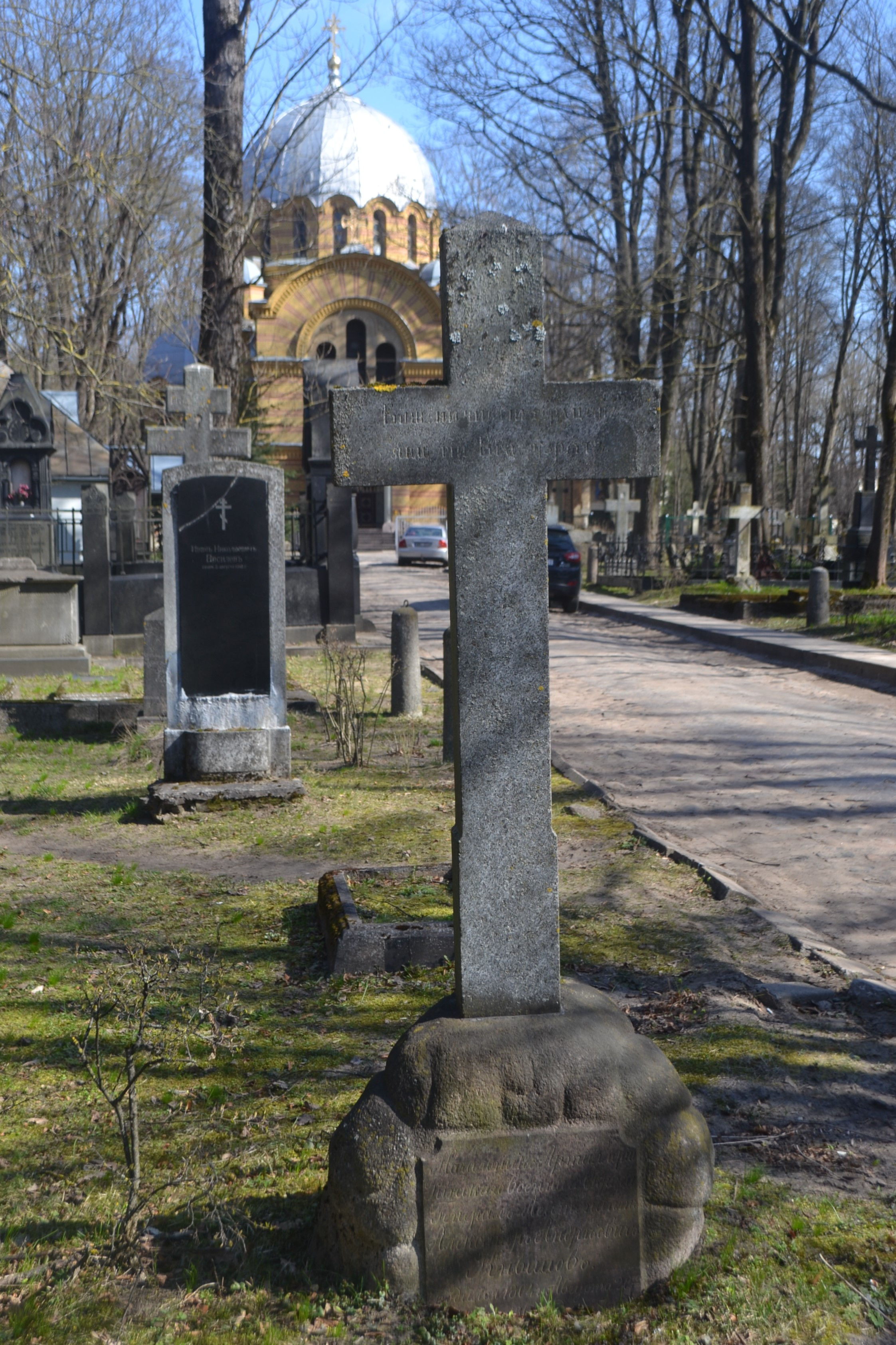
Могила на Покровском кладбище

Скончался 12 (24) декабря 1869 года и был похоронен в Риге на Покровском кладбище.

## Награды
- Польский знак отличия за военное достоинство 4-й ст. (1832)
- Орден Св. Владимира 4-й ст. (18 декабря 1835)
- Орден Св. Станислава 2-й ст. (9 сентября 1839; императорская корона к ордену 29 мая 1845)
- Орден Св. Анны 2-й ст. (5 марта 1849; императорская корона к ордену 10 сентября 1849)
- Орден Св. Георгия 4-й ст. (26 ноября 1850; № 8410 по кавалерскому списку Григоровича — Степанова)
- Орден Св. Владимира 3-й ст. (1854)
- Орден Св. Станислава 1-й ст. (1863)
- Орден Св. Анны 1-й ст. (1867)
- Знак отличия беспорочной службы за XL лет (22 августа 1866)

Иностранные:
- Австрийский орден Железной короны 2-й ст. (1850)
- Прусский орден Красного Орла 3-й ст. (1851)